# Niszczyciele typu Matsu
Niszczyciele typu Matsu – japońskie niszczyciele eskortowe z okresu II wojny światowej. Pierwszy okręt serii wszedł do służby w Japońskiej Cesarskiej Marynarce Wojennej w 1944 roku. Zbudowano 18 okrętów tego typu, z czego 7 zatopiono podczas walk na Pacyfiku. Po wojnie część ocalałych okrętów została przekazana radzieckiej i chińskiej marynarce wojennej.

## Historia
Okręty były przystosowane do masowej produkcji czasów wojny. Uzbrojenie dobrano w związku z doświadczeniami z dotychczasowych walk.